# Storie della Genesi (Wiligelmo)
Col nome di Storie della Genesi viene indicato un ciclo di quattro altorilievi che decorano la facciata del Duomo di Modena.  Un capolavoro dell'arte romanica, essi sono opera di Wiligelmo, che li scolpì verso il 1099.

## Storia
Ai tempi di Wiligelmo probabilmente i rilievi erano disposti tutti ai lati del portale centrale e due di essi sarebbero stati poi spostati con l'apertura dei portali laterali. 
Secondo un'altra suggestiva ipotesi formulata da Arturo Carlo Quintavalle, le quattro lastre sarebbero state in origine i pannelli del pontile della cattedrale, recuperati dopo il terremoto del 1117 (insieme ad altre sculture dell'altare e del pulpito) e rimontati sulla facciata dall'architetto Lanfranco, il quale volle anche celebrare la maestria di Wiligelmo con il celebre distico aggiunto nell'epigrafe murata sulla sommità (Inter scultores / quanto sis dignus honore / claret scultura / nunc Wiligelme tua. "Quanto tu sia degno di onore fra gli scultori lo dimostra o Wiligelmo la tua scultura")

## Descrizione

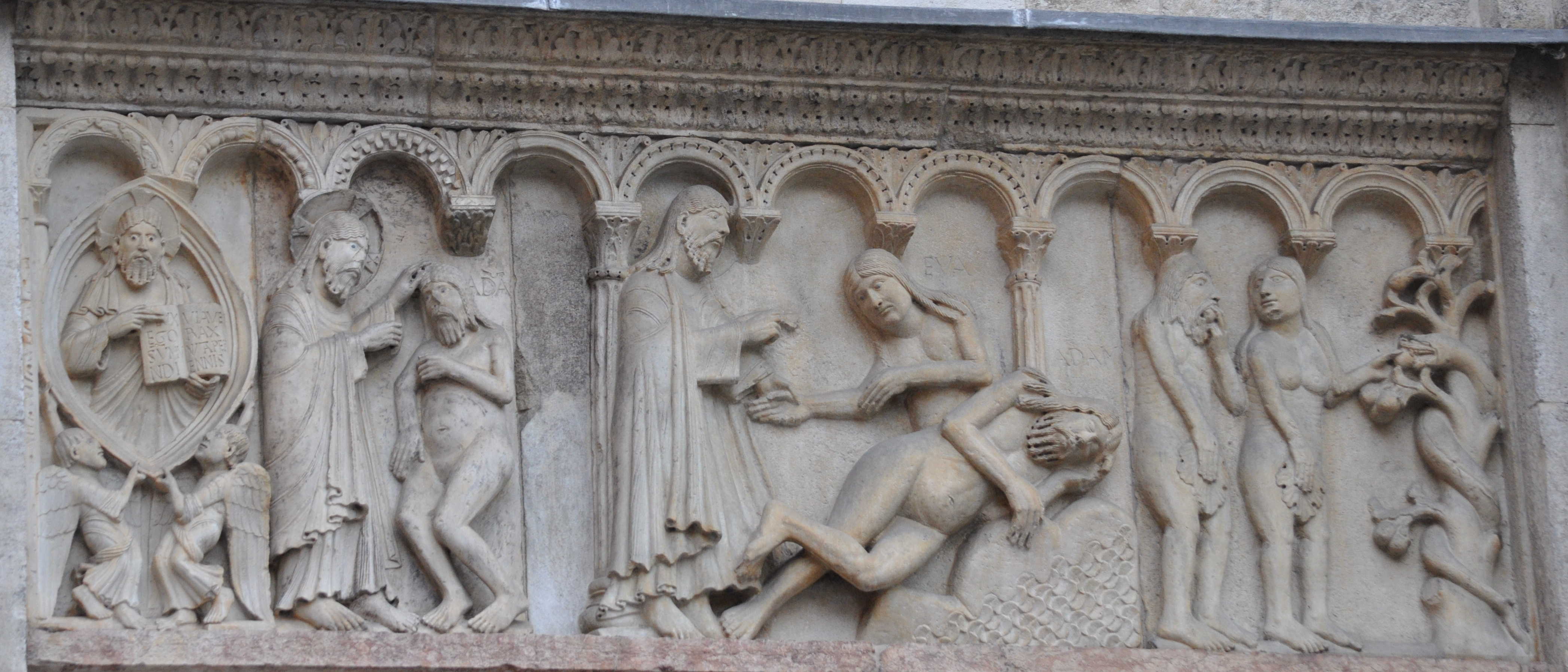
Altorilievo di Wiligelmo, la Creazione dell'uomo, della donna e peccato originale

Le quattro lastre contengono sequenze sceniche, ambientate sotto una galleria di archetti sorretti da mensole o colonnine. Si leggono da sinistra a destra. 
- Creazione dell'uomo, della donna e il peccato originale
  - Dio appare a sinistra racchiuso in una mandorla sorretta da angeli, con un libro in mano.
  - Dio crea Adamo, facendolo sorgere dalla terra.
  - Adamo si addormenta appoggiato ad una roccia in riva all'acqua; Eva esce dalla costola di Adamo porgendo fiduciosa la mano al Creatore
  - il serpente, attorcigliato all'albero del Bene e del Male, offre a Eva il frutto proibito; Adamo lo mangia ed entrambi i progenitori, divenuti coscienti della propria nudità, si coprono con una foglia di fico.

- Cacciata dal Paradiso Terrestre

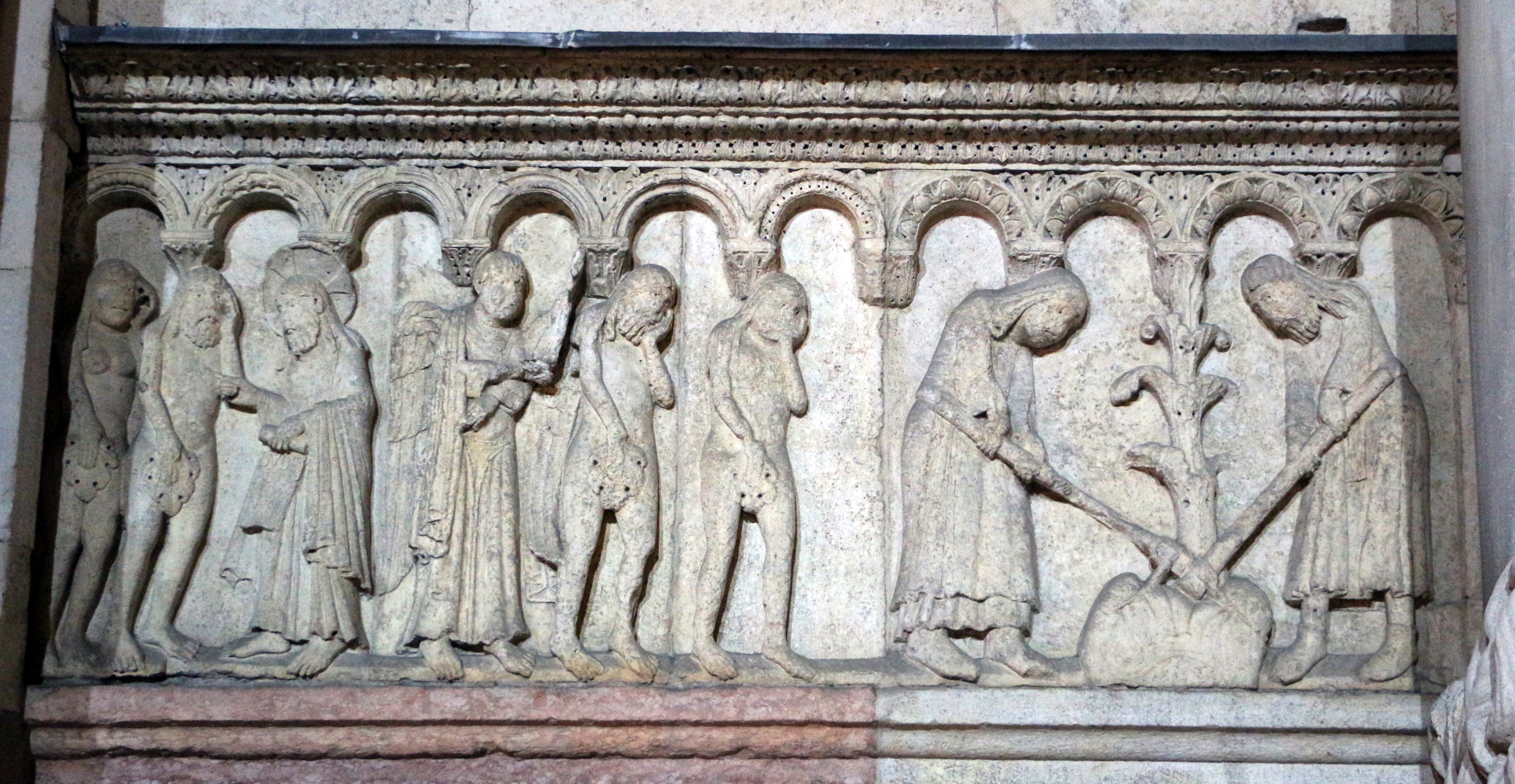
Wiligelmo, Cacciata dal Paradiso Terrestre

  - Dio rimprovera Adamo ed Eva, che esprimono la loro vergogna e disperazione portandosi la mano al volto.
  - Adamo ed Eva vengono cacciati da un angelo con la spada sguainata.
  - i Progenitori costretti al faticoso lavoro nei campi.

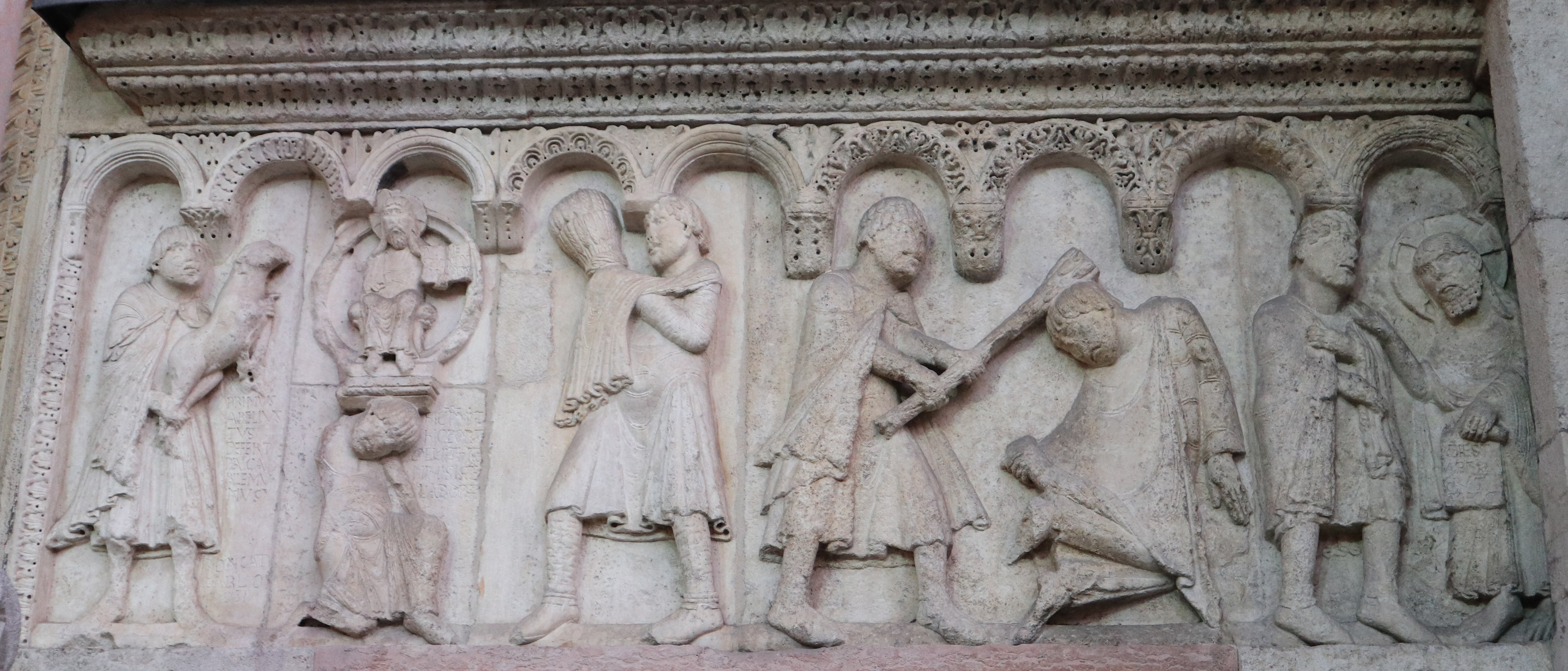
Wiligelmo, Caino e Abele

- Sacrificio di Caino e Abele, uccisione di Abele e rimprovero divino
  - Caino offre i doni all'ara del Signore, che guarda solo Abele.
  - Caino uccide Abele con una tremenda bastonata.
  - Caino viene rimproverato da Dio che solleva su di lui la mano nel gesto di condanna e maledizione.

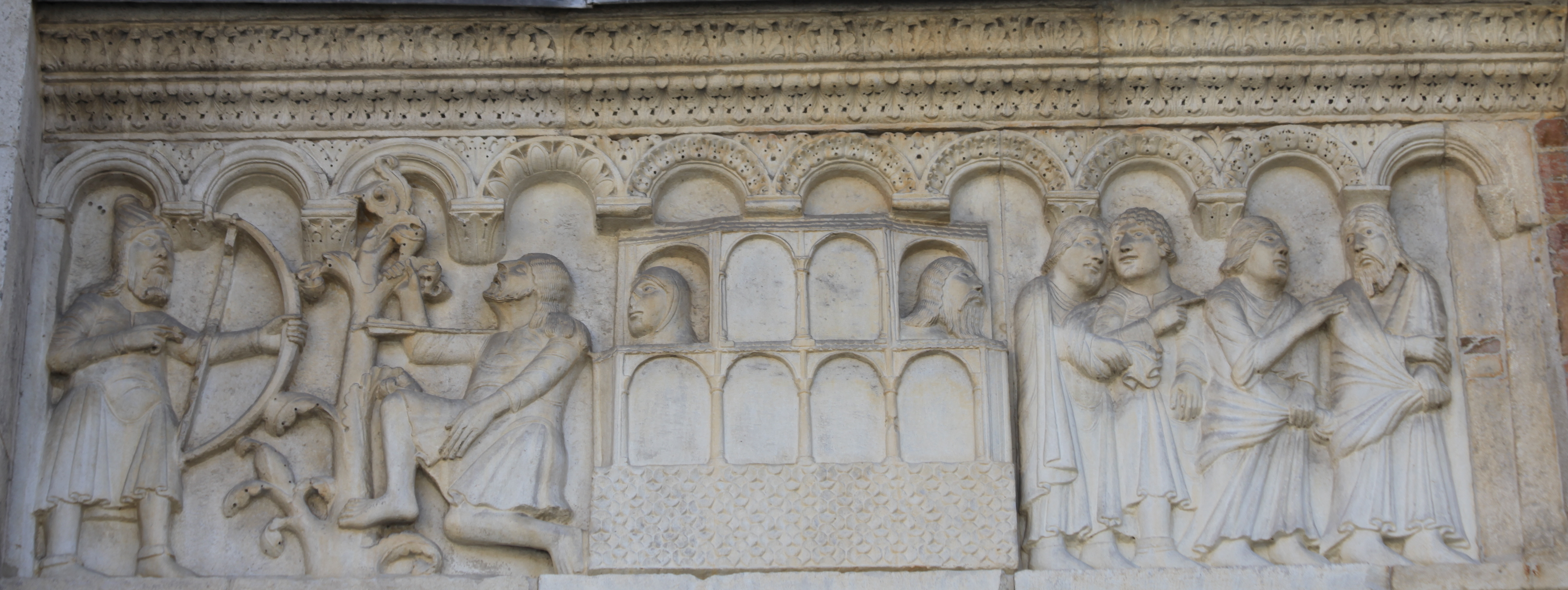
Wiligelmo, Uccisione di Caino e l'Arca di Noè

- L'uccisione di Caino, l'arca del diluvio, uscita di Noè dall'arca
  - Il cieco Lamech uccide Caino con una freccia alla gola.
  - Noè e la moglie si trovano nell'Arca.
  - Noè scende a terra con i figli dopo la fine del diluvio.

Tutto il complesso figurativo scolpito da Wiligelmo sulla facciata del Duomo di Modena è stato interpretato in uno schema unitario quale rappresentazione del testo dell'Ordo rapresentationis Ade o Le Jeu d'Adam, un dramma semi liturgico dove le storie della creazione sono intrecciate continuamente con l'annuncio della redenzione di Cristo. L'ideologia della speranza di salvezza fa quindi da prologo alla verità evangelica che il fedele troverà all'interno. Infatti i profeti Enoc ed Elia furono direttamente assunti in cielo senza passare prima per la morte; i dodici profeti rappresentati nelle decorazioni del portale maggiore sono un presagio dei dodici apostoli; le tavole della Genesi, dalla creazione dei progenitori, al loro peccato, alla condanna al lavoro, al fratricidio di Caino e alla sua morte conducono all'ultima figurazione del castigo del diluvio e si concludono con Noè e la sua famiglia che escono dall'arca, cioè con la riconciliazione con Dio, premessa del nuovo patto evangelico e promessa di salvezza.

## Stile
Una forte resa dei volumi e una felice impaginazione narrativa, vivacemente caratterizzata dalla distesa solennità dell'apertura e del finale, alla quale fa fronte la drammaticità delle due lastre centrali. L'immediatezza della narrazione è una componente fondamentale, soprattutto considerando che il pubblico destinatario non era un'élite ecclesiastica o laica, ma il popolo dei fedeli, senza distinzioni di cultura.
Una certa goffaggine nelle figure umane è forse dovuta al fatto che Wiligelmo potrebbe aver avuto come modelli dei sarcofagi romani di epoca tardo-antica o paleocristiana, in particolare di quella produzione che viene chiamata plebea e provinciale, caratterizzata dalle proporzioni più anticlassiche, dai movimenti impacciati.
Le sculture, soprattutto quelle delle tavole della Genesi, sono molto curate nei dettagli, con alcuni elementi così poco stereotipati da sembrare studiati dal vero (come per esempio il morbido ricadere delle pieghe fluenti della veste del Creatore). Con la varietà e il realismo espressivo dei protagonisti e dei sentimenti che li animano, queste scene sono dotate di una fortissima tensione che non si riscontra in questa misura nei pur grandi scultori del periodo romanico quali Niccolò a Ferrara e Verona e l'Antelami a Parma, che subirono certamente l'influenza di Wiligelmo ma sono più estetizzanti e rappresentano la transizione dal romanico al gotico, derivata dalle sculture della Borgogna e della Provenza.
La storia sacra assume la forza persuasiva e la suggestione di una rappresentazione scenica. Le figure si staccano dal fondo con un senso dolente della realtà terrena; i loro volti e i loro gesti presentano una scarna immediatezza, i loro corpi possiedono una concretezza avvincente. Gli studi, come già detto precedentemente, hanno dimostrato che Wiligelmo seguì la traccia di un dramma semi liturgico, il Jeu d'Adam (Rappresentazione di Adamo) giuntoci dall'area anglo-normanna e la cui versione originaria, legata ad una lunga tradizione orale, è datata tra il 1125 e il 1175.
L'intenso plasticismo dello scultore è coerente con l'articolarsi dei volumi, con il movimento dei piani scanalati in profondità dell'architettura di Lanfranco. Nella Creazione della donna,  Dio assume fermezza perché ha il capo contenuto entro la cornice dell'archetto e poiché l'abito si allarga verso il basso, a campana, come a formare un triangolo. La veste scende con pieghe, dette "cordonate", che richiamano insieme con altri elementi (barbe, capelli, ecc.) la scultura dell'Aquitania, in modo particolare quella del chiostro dell'Abbazia di Moissac e quella della Basilica di Saint-Sernin a Tolosa.